# العبادية (عين الدفلى)
العبادية هي إحدى بلديات ولاية عين الدفلى الجزائرية.

## الشؤون الدينية

### المساجد
تحتوي هذه البلدية على العديد من المساجد التي تشرف عليها مديرية الشؤون الدينية والأوقاف لولاية عين الدفلى تحت وصاية وزارة الشؤون الدينية والأوقاف.
- مسجد عبد الله بن مسعود
- مسجد سيدي ساعد
- مسجد الشهداء
- مسجد الهداية
- مسجد النواصر

### الزوايا
- «زاوية سيدي محمد بن شرقي».[3]